# Сербия на летних Олимпийских играх 2024

## Медали
| Медаль  | Спортсмен(ы) | Вид спорта  | Дисциплина                                          | Дата       |
| ------- | --- | ----------- | --------------------------------------------------- | ---------- |
| Золото  | Дамир Микец Зорана Арунович | Стрельба    | Пневматический пистолет, 10 метров (смешанные пары) | 30 июля    |
| Золото  | Новак Джокович | Теннис      | Мужской одиночный турнир                            | 4 августа  |
| Золото  | Радослав Филипович Душан Мандич Страхиня Рашович Сава Ранджелович Милош Чук Никола Дедович Радомир Драшович Никола Якшич Неманья Убович Неманья Вицо Петар Якшич Виктор Рашович Владимир Мишович | Водное поло | Мужской турнир                                      | 11 августа |
| Серебро | Александра Перишич | Тхэквондо   | До 67 кг                                            | 9 августа  |
| Бронза  | Алекса Аврамович Богдан Богданович Марко Гудурич Деян Давидовац Огнен Добрич Никола Йович Никола Йокич Ваня Маринкович Никола Милутинов Василие Мицич Филип Петрушев Урош Плавшич                | Баскетбол   | Мужской турнир                                      | 10 августа |

| Медали по видам спорта | Медали по видам спорта | Медали по видам спорта | Медали по видам спорта | Медали по видам спорта | Медали по видам спорта | Медали по видам спорта |
| ---------------------- | ---------------------- | ---------------------- | ---------------------- | ---------------------- | ---------------------- | ---------------------- |
| Вид спорта             | 1                      | 2                      | 3                      | Всего                  |                        |                        |
| Водное поло            | 1                      | 0                      | 0                      | 1                      |                        |                        |
| Стрельба               | 1                      | 0                      | 0                      | 1                      |                        |                        |
| Теннис                 | 1                      | 0                      | 0                      | 1                      |                        |                        |
| Тхэквондо              | 0                      | 1                      | 0                      | 1                      |                        |                        |
| Баскетбол              | 0                      | 0                      | 1                      | 1                      | 1                      |                        |
| Всего                  | 3                      | 1                      | 1                      | 5                      |                        |                        |

| Медали по датам | Медали по датам | Медали по датам | Медали по датам | Медали по датам | Медали по датам |
| --------------- | --------------- | --------------- | --------------- | --------------- | --------------- |
| Дата            | 1               | 2               | 3               | Всего           |                 |
| 30 июля         | 1               | 0               | 0               | 1               |                 |
| 4 августа       | 1               | 0               | 0               | 1               |                 |
| 9 августа       | 0               | 1               | 0               | 1               |                 |
| 10 августа      | 0               | 0               | 1               | 1               |                 |
| 11 августа      | 1               | 0               | 0               | 1               |                 |
| Всего           | 3               | 1               | 1               | 5               |                 |

| Медали по полу | Медали по полу | Медали по полу | Медали по полу | Медали по полу |
| -------------- | -------------- | -------------- | -------------- | -------------- |
| Пол            | 1              | 2              | 3              | Всего          |
| Мужчины        | 2              | 0              | 1              | 3              |
| Женщины        | 0              | 1              | 0              | 1              |
| Микст          | 1              | 0              | 0              | 1              |
| Всего          | 3              | 1              | 1              | 5              |

## Квалификация
| № п/п | Вид спорта                  | Мужчины        | Мужчины                | Женщины        | Женщины                | Всего          | Всего                  |
| № п/п | Вид спорта                  | Завоевано квот | Количество спортсменов | Завоевано квот | Количество спортсменов | Завоевано квот | Количество спортсменов |
| ----- | --------------------------- | -------------- | ---------------------- | -------------- | ---------------------- | -------------- | ---------------------- |
| 1     | Академическая гребля        | 1              | 2                      | 1              | 1                      | 2              | 3                      |
| 2     | Баскетбол                   | 1              | 12                     | 1              | 12                     | 2              | 24                     |
| 3     | Баскетбол 3×3               | 1              | 4                      |                |                        | 1              | 4                      |
| 4     | Бокс                        | 1              | 1                      | 2              | 2                      | 3              | 3                      |
| 5     | Борьба                      | 5              | 5                      |                |                        | 5              | 5                      |
| 6     | Велоспорт                   | 1              | 1                      | 1              | 1                      | 2              | 2                      |
| 7     | Водное поло                 | 1              | 13                     |                |                        | 1              | 13                     |
| 8     | Волейбол                    | 1              | 12                     | 1              | 12                     | 2              | 24                     |
| 9     | Гребля на байдарках и каноэ | 3              | 4                      | 2              | 4                      | 5              | 8                      |
| 10    | Дзюдо                       | 3              | 3                      | 3              | 3                      | 6              | 6                      |
| 11    | Лёгкая атлетика             | 2              | 2                      | 4              | 4                      | 6              | 6                      |
| 12    | Настольный теннис           |                |                        | 1              | 1                      | 1              | 1                      |
| 13    | Плавание                    | 5              | 4                      | 2              | 1                      | 7              | 5                      |
| 14    | Стрельба                    | 3              | 2                      | 1              | 1                      | 4              | 3                      |
| 15    | Теннис                      | 2              | 2                      |                |                        | 2              | 2                      |
| 16    | Тхэквондо                   | 2              | 2                      | 1              | 1                      | 3              | 3                      |
|       | ИТОГО                       | 32             | 69                     | 20             | 43                     | 52             | 112                    |

## Состав команды
Академическая гребля
1. Мартин Мачкович[англ.]
2. Николай Пименов
3. Йована Арсич[англ.]

 Баскетбол
1. Урош Плавшич
2. Филип Петрушев
3. Никола Йович
4. Богдан Богданович
5. Ваня Маринкович
6. Огнен Добрич
7. Никола Йокич
8. Василие Мицич
9. Марко Гудурич
10. Деян Давидовац
11. Алекса Аврамович
12. Никола Милутинов
13. Ивана Раца[англ.]
14. Саша Чаджо
15. Невена Йованович[англ.]
16. Ивонн Андерсон[англ.]
17. Драгана Станкович
18. Йована Ногич
19. Маша Янкович
20. Александра Катанич[англ.]
21. Анжела Дугалич[англ.]
22. Тина Крайишник[англ.]
23. Мина Джорджевич[англ.]
24. Надия Смаилбегович[англ.]

 Баскетбол 3×3
1. Страхинья Стоячич[англ.]
2. Деян Майсторович[англ.]
3. Михайло Васич[англ.]
4. Марко Бранкович[англ.]

 Бокс
1. Вахид Аббасов
2. Сара Чиркович[англ.]
3. Наталья Шадрина

 Борьба
Вольная борьба
1. Хетаг Цаболов

Греко-римская борьба
1. Георгий Тибилов
2. Мате Немеш
3. Александр Комаров
4. Михаил Каджая

Велоспорт
 Шоссейный велоспорт
1. Огнен Илич[англ.]
2. Елена Эрик[англ.]

 Водное поло
1. Радослав Филипович
2. Душан Мандич
3. Страхиня Рашович
4. Сава Ранджелович
5. Милош Чук
6. Никола Дедович
7. Радомир Драшович
8. Никола Якшич
9. Неманья Убович
10. Неманья Вико
11. Петар Якшич
12. Виктор Рашович
13. Владимир Мишович

 Волейбол
1. Урош Ковачевич
2. Милорад Капур[англ.]
3. Петар Крсманович
4. Марко Ивович
5. Никола Йовович
6. Миран Куюнджич[англ.]
7. Павле Перич[англ.]
8. Александар Атанасиевич
9. Дражен Лубурич
10. Марко Подрашчанин
11. Вук Тодорович[англ.]
12. Александар Неделькович[англ.]
13. Бояна Дрча
14. Майя Огненович
15. Тияна Бошкович
16. Бьянка Буша
17. Катарина Лазович
18. Александра Узелац
19. Бояна Миленкович
20. Сара Лозо
21. Хена Куртагич
22. Майя Алексич
23. Йована Стеванович
24. Сильвия Попович

Гребля на байдарках и каноэ
 Гребля на гладкой воде
1. Марко Новакович
2. Марко Драгосавлевич
3. Анджело Дзомбета[англ.]
4. Владимир Торубаров
5. Анастасия Баюк[англ.]
6. Мария Достанич[англ.]
7. Милица Новакович
8. Дуня Станоев[англ.]

 Дзюдо
1. Страхинья Бунчич[англ.]
2. Неманья Майдов
3. Александар Куколь
4. Милица Николич[англ.]
5. Марица Перишич
6. Милица Жабич[англ.]

 Лёгкая атлетика
1. Эльзан Бибич[англ.]
2. Армин Синачевич[англ.]
3. Ангелина Топич
4. Ивана Шпанович
5. Милица Гардашевич[англ.]
6. Адриана Вилагош[англ.]

 Настольный теннис
1. Изабела Лупулеску[англ.]

 Плавание
1. Андрей Барна[англ.]
2. Велимир Стьепанович
3. Никола Ачин[англ.]
4. Юстин Цветков[англ.]
5. Аня Цревар

 Стрельба
1. Лазар Ковачевич[англ.]
2. Дамир Микец
3. Зорана Арунович

 Теннис
1. Новак Джокович
2. Душан Лайович

 Тхэквондо
1. Лев Корнеев[англ.]
2. Стефан Таков
3. Александра Перишич

## Академическая гребля
Сербия завоевала по одной квоте на участие в соревнованиях по академической гребле на Чемпионате мира по академической гребле 2023 года в Белграде, Сербия и Финальной квалификационной регате 2024 года в Люцерне, Швейцария.
Мужчины
| Спортсмен                       | Дисциплина    | Заезд   | Заезд | Утеш. заезд | Утеш. заезд | Четвертьфиналы | Четвертьфиналы | Полуфиналы | Полуфиналы | Финалы  | Финалы |
| Спортсмен                       | Дисциплина    | Время   | Место | Время       | Место       | Время          | Место          | Время      | Место      | Время   | Место  |
| ------------------------------- | ------------- | ------- | ----- | ----------- | ----------- | -------------- | -------------- | ---------- | ---------- | ------- | ------ |
| Мартин Мачкович Николай Пименов | Двойки парные | 6.17,36 | 4 R   | 6.31,54     | 1 Q SA/B    | —              | —              | 6.17,35    | 4 Q FB     | 6.13,85 | 7      |

Женщины
| Спортсмен    | Дисциплина | Заезд   | Заезд | Утеш. заезд | Утеш. заезд | Четвертьфиналы | Четвертьфиналы | Полуфиналы | Полуфиналы | Финалы  | Финалы |
| Спортсмен    | Дисциплина | Время   | Место | Время       | Место       | Время          | Место          | Время      | Место      | Время   | Место  |
| ------------ | ---------- | ------- | ----- | ----------- | ----------- | -------------- | -------------- | ---------- | ---------- | ------- | ------ |
| Йована Арсич | Одиночки   | 7.48,29 | 3 QF  | —           | —           | 7.56,18        | 5 Q SC/D       | 7.44,60    | 1 Q FC     | 7.26,09 | 13     |

Легенда: FA=Финал А (медали); FB=Финал В; FC=Финал С; FD=Финал D; FE=Финал E; FF=Финал F; SA/B=Полуфиналы A/B; SC/D=Полуфиналы C/D; SE/F=Полуфиналы E/F; QF=Четвертьфиналы; R=Утешительные заезды

## Баскетбол
Мужская баскетбольная команда Сербии завоевала право участвовать в олимпийском турнире как вторая европейская команда на Чемпионатt мира по баскетболу 2023 года. Женская сборная Сербии по баскетболу заовевала право участвовать в олимпийском турнире, заняв третье место в отборочном турнире в Белене, Бразилия.
| Команда | Соревнование   | Групповая стадия    | Групповая стадия     | Групповая стадия    | Групповая стадия | Четвертьфиналы    | Полуфиналы            | Финал / Матч за 3 место | Финал / Матч за 3 место |
| Команда | Соревнование   | Соперник Счёт       | Соперник Счёт        | Соперник Счёт       | Место            | Соперник Счёт     | Соперник Счёт         | Соперник Счёт           | Место                   |
| ------- | -------------- | ------------------- | -------------------- | ------------------- | ---------------- | ----------------- | --------------------- | ----------------------- | ----------------------- |
| Сербия  | Мужской турнир | США П 84–110        | Пуэрто-Рико В 107–66 | Южный Судан В 96–85 | 2 Q              | Австралия В 95–90 | США П 91–95           | Германия В 93–83        | 3                       |
| Сербия  | Женский турнир | Пуэрто-Рико В 58–55 | Китай В 81–59        | Испания П 62–70     | 2 Q              | Австралия П 67–85 | завершили выступление | завершили выступление   | 6                       |

### Мужской турнир
Состав команды
Окончательный состав был объявлен 23 июля 2024
| Перейти к шаблону «Состав сборной Сербии по баскетболу» | Состав сборной Сербии по баскетболу |  |

| Поз. | №  | Имя                   | Дата рождения (возраст)  | Рост   | Клуб            |
| ---- | -- | --------------------- | ------------------------ | ------ | --------------- |
| Ц    | 0  | Урош Плавшич          | 22 декабря 1998 (25 лет) | 216 см | Црвена звезда   |
| Ф/Ц  | 3  | Филип Петрушев        | 15 апреля 2000 (24 года) | 211 см | Олимпиакос      |
| ТФ   | 5  | Никола Йович          | 9 июня 2003 (21 год)     | 208 см | Майами Хит      |
| АЗ   | 7  | Богдан Богданович (К) | 18 августа 1992 (31 год) | 196 см | Атланта Хокс    |
| АЗ   | 9  | Ваня Маринкович       | 9 января 1997 (27 лет)   | 198 см | Партизан        |
| ЛФ   | 13 | Огнен Добрич          | 27 октября 1994 (29 лет) | 200 см | Црвена звезда   |
| Ц    | 15 | Никола Йокич          | 19 февраля 1995 (29 лет) | 211 см | Денвер Наггетс  |
| РЗ   | 22 | Василие Мицич         | 13 января 1994 (30 лет)  | 195 см | Шарлотт Хорнетс |
| З/Ф  | 23 | Марко Гудурич         | 8 марта 1995 (29 лет)    | 196 см | Фенербахче      |
| Ф    | 27 | Деян Давидовац        | 17 января 1995 (29 лет)  | 203 см | Црвена звезда   |
| РЗ   | 30 | Алекса Аврамович      | 25 октября 1994 (29 лет) | 192 см | Партизан        |
| Ц    | 33 | Никола Милутинов      | 30 декабря 1994 (29 лет) | 213 см | Олимпиакос      |

Групповой этап
| Поз | Команда     | И | В | П | ОЗ  | ОП  | РО  | О | Квалификация  |
| --- | ----------- | - | - | - | --- | --- | --- | - | ------------- |
| 1   | США         | 3 | 3 | 0 | 317 | 253 | +64 | 6 | Четвертьфинал |
| 2   | Сербия      | 3 | 2 | 1 | 287 | 261 | +26 | 5 | Четвертьфинал |
| 3   | Южный Судан | 3 | 1 | 2 | 261 | 278 | −17 | 4 |               |
| 4   | Пуэрто-Рико | 3 | 0 | 3 | 228 | 301 | −73 | 3 |               |

| 28 июля 2024 17:15 | Отчёт | Сербия                     | 84 : 110 | США       | Пьер Моруа, Лилль Зрителей: 27 328 Судьи: Йоан Россо (Франция), Хулио Анайя (Панама), Мартиньш Козловскис (Латвия) |
| 28 июля 2024 17:15 | Отчёт | 20:25, 29:33, 16:26, 19:23 |          |           | Пьер Моруа, Лилль Зрителей: 27 328 Судьи: Йоан Россо (Франция), Хулио Анайя (Панама), Мартиньш Козловскис (Латвия) |
| 28 июля 2024 17:15 | Отчёт | Йокич 20                   | Очки     | Дюрант 23 | Пьер Моруа, Лилль Зрителей: 27 328 Судьи: Йоан Россо (Франция), Хулио Анайя (Панама), Мартиньш Козловскис (Латвия) |
| 28 июля 2024 17:15 | Отчёт | Богданович 6               | Подборы  | Дэвис 8   | Пьер Моруа, Лилль Зрителей: 27 328 Судьи: Йоан Россо (Франция), Хулио Анайя (Панама), Мартиньш Козловскис (Латвия) |
| 28 июля 2024 17:15 | Отчёт | Йокич 8                    | Передачи | Джеймс 9  | Пьер Моруа, Лилль Зрителей: 27 328 Судьи: Йоан Россо (Франция), Хулио Анайя (Панама), Мартиньш Козловскис (Латвия) |

| 31 июля 2024 17:15 | Отчёт | Пуэрто-Рико                | 66 : 107 | Сербия      | Пьер Моруа, Лилль Зрителей: 17 882 Судьи: Хулио Анайя (Панама), Хуан Фернандес (Аргентина), Борис Крейич (Словения) |
| 31 июля 2024 17:15 | Отчёт | 12:24, 23:28, 16:27, 15:28 |          |             | Пьер Моруа, Лилль Зрителей: 17 882 Судьи: Хулио Анайя (Панама), Хуан Фернандес (Аргентина), Борис Крейич (Словения) |
| 31 июля 2024 17:15 | Отчёт | Ортис 19                   | Очки     | Петрушев 15 | Пьер Моруа, Лилль Зрителей: 17 882 Судьи: Хулио Анайя (Панама), Хуан Фернандес (Аргентина), Борис Крейич (Словения) |
| 31 июля 2024 17:15 | Отчёт | Ортис 6                    | Подборы  | Йокич 15    | Пьер Моруа, Лилль Зрителей: 17 882 Судьи: Хулио Анайя (Панама), Хуан Фернандес (Аргентина), Борис Крейич (Словения) |
| 31 июля 2024 17:15 | Отчёт | Рид, Уотерс 3              | Передачи | Йокич 9     | Пьер Моруа, Лилль Зрителей: 17 882 Судьи: Хулио Анайя (Панама), Хуан Фернандес (Аргентина), Борис Крейич (Словения) |

| 3 августа 2024 21:00 | Отчёт | Сербия                     | 96 : 85  | Южный Судан     | Пьер Моруа, Лилль Зрителей: 20 916 Судьи: Адемир Зурапович (Босния и Герцеговина), Йоан Россо (Франция), Мартиньш Козловскис (Латвия) |
| 3 августа 2024 21:00 | Отчёт | 23:22, 24:22, 25:23, 24:18 |          |                 | Пьер Моруа, Лилль Зрителей: 20 916 Судьи: Адемир Зурапович (Босния и Герцеговина), Йоан Россо (Франция), Мартиньш Козловскис (Латвия) |
| 3 августа 2024 21:00 | Отчёт | Богданович 30              | Очки     | Джонс, Шайок 17 | Пьер Моруа, Лилль Зрителей: 20 916 Судьи: Адемир Зурапович (Босния и Герцеговина), Йоан Россо (Франция), Мартиньш Козловскис (Латвия) |
| 3 августа 2024 21:00 | Отчёт | Йокич 13                   | Подборы  | Гэбриел 8       | Пьер Моруа, Лилль Зрителей: 20 916 Судьи: Адемир Зурапович (Босния и Герцеговина), Йоан Россо (Франция), Мартиньш Козловскис (Латвия) |
| 3 августа 2024 21:00 | Отчёт | Богданович 8               | Передачи | Джонс 10        | Пьер Моруа, Лилль Зрителей: 20 916 Судьи: Адемир Зурапович (Босния и Герцеговина), Йоан Россо (Франция), Мартиньш Козловскис (Латвия) |

Четвертьфиналы
| 6 августа 2024 14:30 | Отчёт | Сербия                           | 95 : 90 (ОТ) | Австралия         | Аккор Арена, Париж Зрителей: 12 317 Судьи: Йоан Россо (Франция), Хулио Анайя (Панама), Войцех Лишка (Польша) |
| 6 августа 2024 14:30 | Отчёт | 17:31, 25:23, 25:11, 15:17, 13:8 |              |                   | Аккор Арена, Париж Зрителей: 12 317 Судьи: Йоан Россо (Франция), Хулио Анайя (Панама), Войцех Лишка (Польша) |
| 6 августа 2024 14:30 | Отчёт | Йокич 21                         | Очки         | Миллс 26          | Аккор Арена, Париж Зрителей: 12 317 Судьи: Йоан Россо (Франция), Хулио Анайя (Панама), Войцех Лишка (Польша) |
| 6 августа 2024 14:30 | Отчёт | Йокич 14                         | Подборы      | Лэндейл, Магнэй 6 | Аккор Арена, Париж Зрителей: 12 317 Судьи: Йоан Россо (Франция), Хулио Анайя (Панама), Войцех Лишка (Польша) |
| 6 августа 2024 14:30 | Отчёт | Йокич 8                          | Передачи     | Экзам 5           | Аккор Арена, Париж Зрителей: 12 317 Судьи: Йоан Россо (Франция), Хулио Анайя (Панама), Войцех Лишка (Польша) |

Полуфиналы
| 8 августа 2024 21:00 | Отчёт | США                        | 95 : 91  | Сербия        | Аккор Арена, Париж Зрителей: 12 213 Судьи: Адемир Зурапович (Босния и Герцеговина), Хулио Анайя (Панама), Мартиньш Козловскис (Латвия) |
| 8 августа 2024 21:00 | Отчёт | 23:31, 20:23, 20:22, 32:15 |          |               | Аккор Арена, Париж Зрителей: 12 213 Судьи: Адемир Зурапович (Босния и Герцеговина), Хулио Анайя (Панама), Мартиньш Козловскис (Латвия) |
| 8 августа 2024 21:00 | Отчёт | Карри 36                   | Очки     | Богданович 20 | Аккор Арена, Париж Зрителей: 12 213 Судьи: Адемир Зурапович (Босния и Герцеговина), Хулио Анайя (Панама), Мартиньш Козловскис (Латвия) |
| 8 августа 2024 21:00 | Отчёт | Джеймс 12                  | Подборы  | три игрока 5  | Аккор Арена, Париж Зрителей: 12 213 Судьи: Адемир Зурапович (Босния и Герцеговина), Хулио Анайя (Панама), Мартиньш Козловскис (Латвия) |
| 8 августа 2024 21:00 | Отчёт | Джеймс 10                  | Передачи | Йокич 11      | Аккор Арена, Париж Зрителей: 12 213 Судьи: Адемир Зурапович (Босния и Герцеговина), Хулио Анайя (Панама), Мартиньш Козловскис (Латвия) |

Матч за 3 место
| 10 августа 2024 11:00 | Отчёт | Германия                   | 83 : 93  | Сербия          | Аккор Арена, Париж Зрителей: 12 406 Судьи: Мэттью Каллио (Канада), Йоан Россо (Франция), Хонни Батиста (Пуэрто-Рико) |
| 10 августа 2024 11:00 | Отчёт | 21:30, 17:16, 25:26, 20:21 |          |                 | Аккор Арена, Париж Зрителей: 12 406 Судьи: Мэттью Каллио (Канада), Йоан Россо (Франция), Хонни Батиста (Пуэрто-Рико) |
| 10 августа 2024 11:00 | Отчёт | Ф. Вагнер 18               | Очки     | Йокич, Мицич 19 | Аккор Арена, Париж Зрителей: 12 406 Судьи: Мэттью Каллио (Канада), Йоан Россо (Франция), Хонни Батиста (Пуэрто-Рико) |
| 10 августа 2024 11:00 | Отчёт | Ф. Вагнер 9                | Подборы  | Йокич 12        | Аккор Арена, Париж Зрителей: 12 406 Судьи: Мэттью Каллио (Канада), Йоан Россо (Франция), Хонни Батиста (Пуэрто-Рико) |
| 10 августа 2024 11:00 | Отчёт | Уайлер-Бэбб, Шрёдер 6      | Передачи | Йокич 11        | Аккор Арена, Париж Зрителей: 12 406 Судьи: Мэттью Каллио (Канада), Йоан Россо (Франция), Хонни Батиста (Пуэрто-Рико) |

### Женский турнир
Состав команды
Состав команды был объявлен 24 июля 2024 года.
Тренер:  Марина Малькович
- Ивана Раца[англ.] ТФ
- Саша Чаджо АЗ
- Невена Йованович[англ.] АЗ
- Ивонн Андерсон[англ.] РЗ
- Драгана Станкович Ц
- Йована Ногич ЛФ
- Маша Янкович ЛФ
- Александра Катанич[англ.] РЗ
- Анжела Дугалич[англ.] ТФ
- Тина Крайишник[англ.] (К) Ц
- Мина Джорджевич[англ.] ТФ
- Надия Смаилбегович[англ.] З

Групповой этап
| Поз | Команда     | И | В | П | ОЗ  | ОП  | РО  | О | Квалификация                                                |
| --- | ----------- | - | - | - | --- | --- | --- | - | ----------------------------------------------------------- |
| 1   | Испания     | 3 | 3 | 0 | 223 | 213 | +10 | 6 | Четвертьфинал                                               |
| 2   | Сербия      | 3 | 2 | 1 | 201 | 184 | +17 | 5 | Четвертьфинал                                               |
| 3   | Китай       | 3 | 1 | 2 | 228 | 229 | −1  | 4 | Команда имеет шанс пройти в четвертьфинал согласно рейтингу |
| 4   | Пуэрто-Рико | 3 | 0 | 3 | 175 | 201 | −26 | 3 |                                                             |

| 28 июля 2024 21:00 v | Отчёт | Сербия                    | 58:55    | Пуэрто-Рико     | Пьер Моруа, Лилль Зрителей: 1534 Судьи: Май Форсберг (Дания), Джеймс Бойер (Австралия), Янн Давидсон (Мадагаскар) |
| 28 июля 2024 21:00 v | Отчёт | 23:15, 20:11, 12:10, 3:19 |          |                 | Пьер Моруа, Лилль Зрителей: 1534 Судьи: Май Форсберг (Дания), Джеймс Бойер (Австралия), Янн Давидсон (Мадагаскар) |
| 28 июля 2024 21:00 v | Отчёт | Станкович 15              | Очки     | Сан-Антонио 11  | Пьер Моруа, Лилль Зрителей: 1534 Судьи: Май Форсберг (Дания), Джеймс Бойер (Австралия), Янн Давидсон (Мадагаскар) |
| 28 июля 2024 21:00 v | Отчёт | Станкович 10              | Подборы  | три игрока по 6 | Пьер Моруа, Лилль Зрителей: 1534 Судьи: Май Форсберг (Дания), Джеймс Бойер (Австралия), Янн Давидсон (Мадагаскар) |
| 28 июля 2024 21:00 v | Отчёт | Андерсон 8                | Передачи | Росадо 7        | Пьер Моруа, Лилль Зрителей: 1534 Судьи: Май Форсберг (Дания), Джеймс Бойер (Австралия), Янн Давидсон (Мадагаскар) |

| 31 июля 2024 13:30 v | Отчёт | Китай                     | 59:81    | Сербия      | Пьер Моруа, Лилль Зрителей: 23942 Судьи: Мартин Вулич (Хорватия), Мэй Форсберг (Дания), Джеймс Бойер (Австралия) |
| 31 июля 2024 13:30 v | Отчёт | 17:23, 22:22, 11:17, 9:19 |          |             | Пьер Моруа, Лилль Зрителей: 23942 Судьи: Мартин Вулич (Хорватия), Мэй Форсберг (Дания), Джеймс Бойер (Австралия) |
| 31 июля 2024 13:30 v | Отчёт | Хан Ксю, Ван Сиу по 11    | Очки     | Андерсон 15 | Пьер Моруа, Лилль Зрителей: 23942 Судьи: Мартин Вулич (Хорватия), Мэй Форсберг (Дания), Джеймс Бойер (Австралия) |
| 31 июля 2024 13:30 v | Отчёт | Ли Юру 11                 | Подборы  | Краишник 11 | Пьер Моруа, Лилль Зрителей: 23942 Судьи: Мартин Вулич (Хорватия), Мэй Форсберг (Дания), Джеймс Бойер (Австралия) |
| 31 июля 2024 13:30 v | Отчёт | Ван Сиу, Ян Ливей по 5    | Передачи | Андерсон 6  | Пьер Моруа, Лилль Зрителей: 23942 Судьи: Мартин Вулич (Хорватия), Мэй Форсберг (Дания), Джеймс Бойер (Австралия) |

| 3 августа 2024 13:30 v | Отчёт | Сербия                     | 62 : 70  | Испания     | Пьер Моруа, Лилль Зрителей: 26595 Судьи: Такаки Като (Япония), Виола Георгий (Норвегия), Ян Давидсон (Мадагаскар) |
| 3 августа 2024 13:30 v | Отчёт | 13:16, 15:21, 10:18, 24:15 |          |             | Пьер Моруа, Лилль Зрителей: 26595 Судьи: Такаки Като (Япония), Виола Георгий (Норвегия), Ян Давидсон (Мадагаскар) |
| 3 августа 2024 13:30 v | Отчёт | Андерсон 18                | Очки     | Конде 15    | Пьер Моруа, Лилль Зрителей: 26595 Судьи: Такаки Като (Япония), Виола Георгий (Норвегия), Ян Давидсон (Мадагаскар) |
| 3 августа 2024 13:30 v | Отчёт | Станкович 5                | Подборы  | Густафсон 9 | Пьер Моруа, Лилль Зрителей: 26595 Судьи: Такаки Като (Япония), Виола Георгий (Норвегия), Ян Давидсон (Мадагаскар) |
| 3 августа 2024 13:30 v | Отчёт | Андерсон 7                 | Передачи | Гиль 7      | Пьер Моруа, Лилль Зрителей: 26595 Судьи: Такаки Като (Япония), Виола Георгий (Норвегия), Ян Давидсон (Мадагаскар) |

Четвертьфиналы
| 7 августа 2024 11::00 v | протокол | Сербия                     | 67 : 85  | Австралия  | Аккор Арена, Париж Судьи: Мартин Вулич (Хорватия), Ариадна Чуеча (Испания), Евгений Михеев (Казахстан) |
| 7 августа 2024 11::00 v | протокол | 19:26, 11:22, 18:24, 19:13 |          |            | Аккор Арена, Париж Судьи: Мартин Вулич (Хорватия), Ариадна Чуеча (Испания), Евгений Михеев (Казахстан) |
| 7 августа 2024 11::00 v | протокол | Ногич 17                   | Очки     | Смит 22    | Аккор Арена, Париж Судьи: Мартин Вулич (Хорватия), Ариадна Чуеча (Испания), Евгений Михеев (Казахстан) |
| 7 августа 2024 11::00 v | протокол | Раца 7                     | Подборы  | Смит 13    | Аккор Арена, Париж Судьи: Мартин Вулич (Хорватия), Ариадна Чуеча (Испания), Евгений Михеев (Казахстан) |
| 7 августа 2024 11::00 v | протокол | Андерсон, Ногич по 5       | Передачи | Мельбурн 5 | Аккор Арена, Париж Судьи: Мартин Вулич (Хорватия), Ариадна Чуеча (Испания), Евгений Михеев (Казахстан) |

## Баскетбол 3×3
Мужская сборная Сербии завоевала право выступить в олимпийском турнире, заняв первое место в рейтинге FIBA.
| Команда | Соревнование   | Групповая стадия | Групповая стадия | Групповая стадия   | Групповая стадия | Групповая стадия | Групповая стадия | Групповая стадия | Групповая стадия | Четвертьфиналы  | Полуфиналы            | Финал / Матч за 3 место | Финал / Матч за 3 место |
| Команда | Соревнование   | Соперник Счёт    | Соперник Счёт    | Соперник Счёт      | Соперник Счёт    | Соперник Счёт    | Соперник Счёт    | Соперник Счёт    | Место            | Соперник Счёт   | Соперник Счёт         | Соперник Счёт           | Место                   |
| ------- | -------------- | ---------------- | ---------------- | ------------------ | ---------------- | ---------------- | ---------------- | ---------------- | ---------------- | --------------- | --------------------- | ----------------------- | ----------------------- |
| Сербия  | Мужской турнир | США В 22–14      | Китай П 15–21    | Нидерланды В 21–19 | Франция В 19–16  | Латвия П 14–21   | Польша В 21–12   | Литва П 18–20    | 4 Q              | Франция П 19–22 | завершили выступление | завершили выступление   | 5                       |

#### Мужской турнир
Состав команды
- Страхинья Стоячич[англ.]
- Деян Майсторович[англ.]
- Михайло Васич[англ.]
- Марко Бранкович[англ.]

Групповой этап
| Поз | Команда     | И | В | П | ОЗ  | ОП  | РО  | Квалификация  |
| --- | ----------- | - | - | - | --- | --- | --- | ------------- |
| 1   | Латвия      | 7 | 7 | 0 | 147 | 103 | +44 | Полуфинал     |
| 2   | Нидерланды  | 7 | 5 | 2 | 133 | 112 | +21 | Полуфинал     |
| 3   | Литва       | 7 | 4 | 3 | 134 | 125 | +9  | Четвертьфинал |
| 4   | Сербия      | 7 | 4 | 3 | 129 | 123 | +6  | Четвертьфинал |
| 5   | Франция (Х) | 7 | 3 | 4 | 131 | 132 | −1  | Четвертьфинал |
| 6   | Польша      | 7 | 2 | 5 | 116 | 139 | −23 | Четвертьфинал |
| 7   | США         | 7 | 2 | 5 | 116 | 138 | −22 |               |
| 8   | Китай       | 7 | 1 | 6 | 107 | 141 | −34 |               |

Четвертьфиналы
| 4 августа 2024 22:05 v | протокол | Сербия | 19:22 | Франция | Площадь Согласия |

## Бокс
Сербия завоевала по одному месту в мужской и женский турниры по боксу на Европейских играх 2023 года в Новы-Тарг, Польша и одно место в женский турнир на Первом мировом Олимпийском квалификационном турнире 2024 года в Бусто-Арсицио, Италия.
| Спортсмен       | Категория        | 1/16 финала                | 1/8 финала               | Четвертьфиналы        | Полуфиналы            | Финал                 | Финал                 |
| Спортсмен       | Категория        | Соперник Результат         | Соперник Результат       | Соперник Результат    | Соперник Результат    | Соперник Результат    | Место                 |
| --------------- | ---------------- | -------------------------- | ------------------------ | --------------------- | --------------------- | --------------------- | --------------------- |
| Вахид Аббасов   | Мужчины 71 кг    | —                          | GBRЛьюис Ричардсон П 2–3 | завершил выступление  | завершил выступление  | завершил выступление  | завершил выступление  |
| Сара Чиркович   | Женщины до 54 кг | THAДжутамас Джитпонг П 1–4 | завершила выступление    | завершила выступление | завершила выступление | завершила выступление | завершила выступление |
| Наталья Шадрина | Женщины до 60 кг | —                          | ALGХаджила Хелиф В 5–0   | CHNЯн Вэньлу П 2–3    | завершила выступление | завершила выступление | завершила выступление |

## Борьба
Сербия завоевала два места в мужской вольной борьбе и одно место в греко-римской борьбе на Чемпионате мира по борьбе 2023 года в Белграде, Сербия и по одному месту в греко-римской борьбе на Европейском  квалификационном турнире 2024 года в Баку, Азербайджан и Мировом квалификационном турнире 2024 года в Стамбуле, Турция. Еще одно место в греко-римской борьбе Сербия получила в результате перераспределения квот, но лишилась одного места в вольной борьбе, так как действующий чемпион мира Стеван Мичич снялся накануне соревнований из-за травмы.
Вольная борьба
| Спортсмен     | Категория        | 1 круг             | 1/8 финала             | Четвертьфиналы           | Полуфиналы         | Утешит. поединки       | Финал /За 3 место   | Финал /За 3 место |
| Спортсмен     | Категория        | Соперник Результат | Соперник Результат     | Соперник Результат       | Соперник Результат | Соперник Результат     | Соперник Результат  | Место             |
| ------------- | ---------------- | ------------------ | ---------------------- | ------------------------ | ------------------ | ---------------------- | ------------------- | ----------------- |
| Хетаг Цаболов | Мужчины до 74 кг | —                  | EORИман Махдави В 10–0 | JPNДаити Такатани П 0–10 | —                  | CUBХеандри Гарсон В WO | USAКайл Дэйк П 4–10 | 5                 |

Греко-римская борьба
| Спортсмен         | Категория | 1 круг              | 1/8 финала                  | Четвертьфиналы         | Полуфиналы           | Утешит. поединки          | Финал /За 3 место    | Финал /За 3 место |
| Спортсмен         | Категория | Соперник Результат  | Соперник Результат          | Соперник Результат     | Соперник Результат   | Соперник Результат        | Соперник Результат   | Место             |
| ----------------- | --------- | ------------------- | --------------------------- | ---------------------- | -------------------- | ------------------------- | -------------------- | ----------------- |
| Георгий Тибилов   | до 60 кг  | TURЭнес Башар П 7–8 | завершил выступление        | завершил выступление   | завершил выступление | завершил выступление      | завершил выступление | 12                |
| Мате Немеш        | до 67 кг  | –                   | UKRПарвиз Насибов П 2–3     | —                      | —                    | KGZАмантур Исмаилов П 0–8 | завершил выступление | 10                |
| Александр Комаров | до 87 кг  | –                   | USAПейтон Джейкобсон В 10–0 | HUNДавид Лошонци П 2–2 | завершил выступление | завершил выступление      | завершил выступление | 8                 |
| Михаил Каджая     | до 97 кг  | –                   | EGYМохамед Али Габр П 1–6   | завершил выступление   | завершил выступление | завершил выступление      | завершил выступление | 14                |

## Велоспорт

### Шоссейные велогонки
Сербия получила по рейтингу UCI по одному месту в мужской и женской групповых гонках на шоссе.
| Спортсмен  | Дисциплина              | Время   | Место |
| ---------- | ----------------------- | ------- | ----- |
| Огнен Илич | Мужчины групповая гонка | 6:39.27 | 64    |
| Елена Эрик | Женщины групповая гонка | 4:10.47 | 66    |

## Водное поло
Мужская команда Сербии по водному поло отобралась для участия в олимпийском турнире, войдя в восьмерку лучших команд на Чемпионате мира по водным видам спорта 2024 года в Дохе, Катар.
| Команда | Соревнование   | Групповая стадия | Групповая стадия | Групповая стадия | Групповая стадия | Групповая стадия | Групповая стадия | Четвертьфиналы | Полуфиналы    | Финал / За 3 место | Финал / За 3 место |
| Команда | Соревнование   | Соперник Счёт    | Соперник Счёт    | Соперник Счёт    | Соперник Счёт    | Соперник Счёт    | Место            | Соперник Счёт  | Соперник Счёт | Соперник Счёт      | Место              |
| ------- | -------------- | ---------------- | ---------------- | ---------------- | ---------------- | ---------------- | ---------------- | -------------- | ------------- | ------------------ | ------------------ |
| Сербия  | Мужской турнир | Япония В 16–15   | Австралия П 3–8  | Испания П 11–15  | Франция В 15–8   | Венгрия П 13–17  | 4 Q              | Греция В 12–11 | США В 10–6    | Хорватия В 13–11   | 1                  |

### Мужской турнир
Состав команды
Состав команды был объявлен 21 июля 2024 года.
Тренер:  Урош Стеванович
- Радослав Филипович В
- Душан Мандич Д
- Страхиня Рашович Д
- Сава Ранджелович ЦЗ
- Милош Чук Д
- Никола Дедович Д
- Радомир Драшович ЦЗ
- Никола Якшич (К) ЦЗ
- Неманья Убович ЦН
- Неманья Вико ЦН
- Петар Якшич ЦЗ
- Виктор Рашович Д
- Владимир Мишович В

Групповой этап
| Поз | Команда     | И | В | ВПЕН | ППЕН | П | МЗ | МП | РМ  | О  | Квалификация   |
| --- | ----------- | - | - | ---- | ---- | - | -- | -- | --- | -- | -------------- |
| 1   | Испания     | 5 | 5 | 0    | 0    | 0 | 67 | 39 | +28 | 15 | Четвертьфиналы |
| 2   | Австралия   | 5 | 3 | 0    | 0    | 2 | 44 | 42 | +2  | 9  | Четвертьфиналы |
| 3   | Венгрия     | 5 | 3 | 0    | 0    | 2 | 62 | 54 | +8  | 9  | Четвертьфиналы |
| 4   | Сербия      | 5 | 2 | 0    | 0    | 3 | 58 | 63 | −5  | 6  | Четвертьфиналы |
| 5   | Франция (Х) | 5 | 1 | 0    | 0    | 4 | 50 | 60 | −10 | 3  |                |
| 6   | Япония      | 5 | 1 | 0    | 0    | 4 | 60 | 83 | −23 | 3  |                |

| 28 июля 2024 12:05 | \| Сербия \| 16:15 протокол \| Япония \| \| Мандич 7 \| Голы \| Инаба 6 \| | Париж Акватик центр Судьи: Рафаэле Коломбо (Италия), Веселин Мишкович (Черногория) |
| Сербия             | 16:15 протокол                                                             | Япония                                                                             |
| Мандич 7           | Голы                                                                       | Инаба 6                                                                            |

| 30 июля 2024 10:30 | \| Австралия \| 8:3 протокол \| Сербия \| \| Павиллард 4 \| Голы \| Мандич 2 \| | Париж Акватик центр Судьи: Андрей Франулович (Хорватия), Чжан Лянь (Китай) |
| Австралия          | 8:3 протокол                                                                    | Сербия                                                                     |
| Павиллард 4        | Голы                                                                            | Мандич 2                                                                   |

| 1 августа 2024 12:05 | \| Сербия \| 11:15 протокол \| Испания \| \| Мандич 4 \| Голы \| Гранадос 4 \| | Париж Акватик центр Судьи: Адриан Александреску (Румыния), Рафаэле Коломбо (Италия) |
| Сербия               | 11:15 протокол                                                                 | Испания                                                                             |
| Мандич 4             | Голы                                                                           | Гранадос 4                                                                          |

| 3 августа 2024 19:30 | \| Сербия \| 15:8 протокол \| Франция \| \| четыре игрока по 2 \| Голы \| Марзуки, Верну по 2 \| | Париж Акватик центр Судьи: Борис Маргета (Словения), Адриан Александреску (Румыния) |
| Сербия               | 15:8 протокол                                                                                    | Франция                                                                             |
| четыре игрока по 2   | Голы                                                                                             | Марзуки, Верну по 2                                                                 |

| 5 августа 2024 12:00 | \| Венгрия \| 17:13 протокол \| Сербия \| \| Фекете, Заланки по 4 \| Голы \| Мандич 5 \| | Париж Акватик центр Судьи: Адриан Александреску (Румыния), Андрей Франулович (Хорватия) |
| Венгрия              | 17:13 протокол                                                                           | Сербия                                                                                  |
| Фекете, Заланки по 4 | Голы                                                                                     | Мандич 5                                                                                |

Четвертьфинал
| 7 августа 2024 15:35 | \| Греция \| 11 : 12 протокол \| Сербия \| \| Скумпакис 3 \| Голы \| Мандич 5 \| | Пари-Ла-Дефанс Арена Судьи: Франк Оме (Германия), Андрей Франулович (Хорватия) |
| Греция               | 11 : 12 протокол                                                                 | Сербия                                                                         |
| Скумпакис 3          | Голы                                                                             | Мандич 5                                                                       |

Полуфинал
| 9 августа 2024 14:35 | \| Сербия \| 10 : 6 протокол \| США \| \| Дедович 4 \| Голы \| Вавич 2 \| | Пари-Ла-Дефанс Арена Судьи: Георгиос Ставридис (Греция), Рафаэле Коломбо (Италия) |
| Сербия               | 10 : 6 протокол                                                           | США                                                                               |
| Дедович 4            | Голы                                                                      | Вавич 2                                                                           |

Финал
| 11 августа 2024 14:00 | \| Сербия \| 13 : 11 протокол \| Хорватия \| \| Чук 3 \| Голы \| Маринич Крагич 3 \| | Пари-Ла-Дефанс Арена Судьи: Борис Маргета (Словения), Михил Зварт (Нидерланды) |
| Сербия                | 13 : 11 протокол                                                                     | Хорватия                                                                       |
| Чук 3                 | Голы                                                                                 | Маринич Крагич 3                                                               |

## Волейбол
Женская волейбольная команда Сербии завоевала право участвовать в олимпийском турнире, заняв второе место на Олимпийском квалификационном турнире в Нинбо, Китай. Мужская волейбольная сборная Сербии получила право участвовать в олимпийском турнире в соответствии с Мировым рейтингом FIVB.
| Команда | Соревнование   | Групповая стадия | Групповая стадия | Групповая стадия | Групповая стадия | Четвертьфиналы        | Полуфиналы            | Финал / Матч за 3 место | Финал / Матч за 3 место |
| Команда | Соревнование   | Соперник Счёт    | Соперник Счёт    | Соперник Счёт    | Место            | Соперник Счёт         | Соперник Счёт         | Соперник Счёт           | Место                   |
| ------- | -------------- | ---------------- | ---------------- | ---------------- | ---------------- | --------------------- | --------------------- | ----------------------- | ----------------------- |
| Сербия  | Мужской турнир | Франция П 2–3    | Словения П 0–3   | Канада В 3–2     | 3                | завершили выступление | завершили выступление | завершили выступление   | 9                       |
| Сербия  | Женский турнир | Франция В 3–0    | США П 2–3        | Китай П 1–3      | 3 Q              | Италия П 0–3          | завершили выступление | завершили выступление   | 7                       |

### Мужской турнир
Состав команды
Состав команды был объявлен 8 июля 2024 года.
Тренер:  Игор Колакович
- Урош Ковачевич (К) ДО
- Милорад Капур[англ.] Л
- Петар Крсманович ЦБ
- Марко Ивович ДО
- Никола Йовович СВ
- Миран Куюнджич[англ.] ДО
- Павле Перич[англ.] ДО
- Александар Атанасиевич ДИ
- Дражен Лубурич ДИ
- Марко Подрашчанин ЦБ
- Вук Тодорович[англ.] СВ
- Александар Неделькович[англ.] ЦБ

Групповой этап
|             | Матчи | Матчи | Очки | Сеты | Сеты | Сеты  | Мячи | Мячи | Мячи  |
| В           | П     | В     | Очки | П    | В:П  | В     | П    | В:П  |       |
| ----------- | ----- | ----- | ---- | ---- | ---- | ----- | ---- | ---- | ----- |
| 1. Словения | 3     | 0     | 8    | 9    | 3    | 3,000 | 282  | 252  | 1,119 |
| 2. Франция  | 2     | 1     | 6    | 8    | 5    | 1,600 | 290  | 260  | 1,115 |
| 3. Сербия   | 1     | 2     | 3    | 5    | 8    | 0,625 | 256  | 293  | 0,874 |
| 4. Канада   | 0     | 3     | 1    | 3    | 9    | 0,333 | 254  | 277  | 0,917 |

| 28 июля 17:00 (UTC+2) |

| Франция                                     | 3:2  | Сербия         |
| (23:25, 25:17, 25:17, 21:25, 15:6) Отчёт P2 |      |                |
| Клевено 23                                  | Очки | 13 Подрашчанин |

| Париж, Paris Sud 1 Зрителей: 9372 Судьи: Юрай Мокрый (Словакия), Хамид аль-Роуси (ОАЭ) |

| 30 июля 17:00 (UTC+2) |

| Словения                       | 3:0  | Сербия    |
| (25:21, 25:19, 25:19) Отчёт P2 |      |           |
| Штерн 25                       | Очки | 10 Ивович |

| Париж, Paris Sud 1 Зрителей: 9138 Судьи: Фабрис Колладос (Франция), Стефано Чезаре (Италия) |

| 3 августа 21:00 (UTC+2) |

| Канада                                       | 2:3  | Сербия         |
| (25:16, 25:22, 24:26, 19:25, 16:18) Отчёт P2 |      |                |
| Маар 28                                      | Очки | 18 Атанасиевич |

| Париж, Paris Sud 1 Зрителей: 9398 Судьи: Стефано Чезаре (Италия), Эпаминондас Геронтодорос (Греция) |

### Женский турнир
Состав команды
Главный тренер: Джованни Гуидетти (Италия), тренеры: Саим Паккан (Турция), Елена Благоевич. 
Групповой этап
|            | Матчи | Матчи | Очки | Сеты | Сеты | Сеты  | Мячи | Мячи | Мячи  |
| В          | П     | В     | Очки | П    | В:П  | В     | П    | В:П  |       |
| ---------- | ----- | ----- | ---- | ---- | ---- | ----- | ---- | ---- | ----- |
| 1. Китай   | 3     | 0     | 8    | 9    | 3    | 3,000 | 277  | 249  | 1,112 |
| 2. США     | 2     | 1     | 6    | 8    | 5    | 1,600 | 286  | 278  | 1,029 |
| 3. Сербия  | 1     | 2     | 4    | 6    | 6    | 1,000 | 271  | 257  | 1,054 |
| 4. Франция | 0     | 3     | 0    | 0    | 9    | 0,000 | 183  | 233  | 0,785 |

| 29 июля 21:00 (UTC+2) |

| Франция                        | 0:3  | Сербия      |
| (17:25, 17:25, 22:25) Отчёт P2 |      |             |
| Ротар 12                       | Очки | 14 Бошкович |

| Париж, Paris Sud 1 Зрителей: 9350 Судьи: Нурпер Озбар (Турция), Эпаминондас Геронтодорос (Греция) |

| 31 июля 17:00 (UTC+2) |

| США                                          | 3:2  | Сербия      |
| (25:17, 25:20, 20:25, 14:25, 17:15) Отчёт P2 |      |             |
| Дрюс 16                                      | Очки | 31 Бошкович |

| Париж, Paris Sud 1 Зрителей: 9384 Судьи: Юрай Мокрый (Словакия), Карина Рене (Аргентина) |

| 4 августа 17:00 (UTC+2) |

| Китай                                 | 3:1  | Сербия      |
| (21:25, 25:20, 25:22, 29:27) Отчёт P2 |      |             |
| Ли Инъин 28                           | Очки | 39 Бошкович |

| Париж, Paris Sud 1 Зрителей: 9395 Судьи: Карина Рене (Аргентина), Анжела Грасс (Бразилия) |

Четвертьфиналы
| 6 августа 21:00 (UTC+2) |

| Италия                         | 3:0  | Сербия      |
| (26:24, 25:20, 25:20) Отчёт P2 |      |             |
| Эгону 19                       | Очки | 19 Бошкович |

| Париж, Paris Sud 1 Зрителей: 9253 Судьи: Фабрис Колладос (Франция), Эпаминондас Геронтодорос (Греция) |

## Гребля на байдарках и каноэ

### Гладкая вода
Сербия завоевала право выставить три лодки в соревнованиях по гребле на байдарках и каноэ на гладкой воде по результатам Чемпионата мира 2023 года в Дуйсбурге, Германия. Еще две лодки-двойки Сербия получила возможность заявить благодаря квалификации гребцов в другой дисциплине согласно правилам ICF.
Мужчины
| Спортсмен                                                               | Дисциплина              | Заезды  | Заезды | Четвертьфиналы | Четвертьфиналы | Полуфиналы | Полуфиналы | Финалы  | Финалы |
| Спортсмен                                                               | Дисциплина              | Время   | Место  | Время          | Место          | Время      | Место      | Время   | Место  |
| ----------------------------------------------------------------------- | ----------------------- | ------- | ------ | -------------- | -------------- | ---------- | ---------- | ------- | ------ |
| Марко Новакович Марко Драгосавлевич                                     | Байдарка-двойка, 500 м  | 1.30,71 | 4 QF   | 1.28,57        | 2 SF           | 1.30,20    | 7 FB       | 1.31,50 | 11     |
| Анджело Дзомбета Владимир Торубаров                                     | Байдарка-двойка, 500 м  | 1.34,22 | 5 QF   | 1.29,46        | 4 SF           | 1.34,65    | 8 FB       | 1.35,00 | 16     |
| Марко Новакович Марко Драгосавлевич Анджело Дзомбета Владимир Торубаров | Байдарка-четвёрка 500 м | 1.20,99 | 1 SF   | —              | —              | 1.19,91    | 2 F        | 1.21,52 | 6      |

Женщины
| Спортсмен                                                   | Дисциплина              | Заезды  | Заезды | Четвертьфиналы | Четвертьфиналы | Полуфиналы | Полуфиналы | Финалы                | Финалы |
| Спортсмен                                                   | Дисциплина              | Время   | Место  | Время          | Место          | Время      | Место      | Время                 | Место  |
| ----------------------------------------------------------- | ----------------------- | ------- | ------ | -------------- | -------------- | ---------- | ---------- | --------------------- | ------ |
| Милица Новакович                                            | Байдарка-одиночка 500 м | 1.50,37 | 2 SF   | —              | —              | 1.50,41    | 3 FB       | 1.51,55               | 9      |
| Анастасия Баюк Мария Достанич Милица Новакович Дуня Станоев | Байдарка-четвёрка 500 м | 1.36,40 | 5 SF   | —              | —              | 1.35,25    | 3          | завершили выступление | 9      |

## Дзюдо
Сербия получила по рейтингу IJF по три места в мужских и женских соревнованиях, а также право выставить смешанную команду.
| Спортсмен         | Категория           | 1/16 финала                      | 1/8 финала                  | Четвертьфиналы           | Полуфиналы            | Утеш. поединки             | Финал / За 3 место           | Финал / За 3 место    |
| Спортсмен         | Категория           | Соперник Результат               | Соперник Результат          | Соперник Результат       | Соперник Результат    | Соперник Результат         | Соперник Результат           | Место                 |
| ----------------- | ------------------- | -------------------------------- | --------------------------- | ------------------------ | --------------------- | -------------------------- | ---------------------------- | --------------------- |
| Страхинья Бунчич  | Мужчины до 66 кг    | AZEЯшар Наджафов В 01–00         | ITAМаттео Пирас В 01–00     | MDAДенис Виеру П 00–10   | —                     | TJKЭмомали Нурали В WO     | KAZГусман Кыргызбаев П 00–01 | 5                     |
| Неманья Майдов    | Мужчины до 90 кг    | —                                | GREТеодорос Целидис П 00–10 | завершил выступление     | завершил выступление  | завершил выступление       | завершил выступление         | завершил выступление  |
| Александар Куколь | Мужчины до 100 кг   | HUNЖомбор Вег П 00–01            | завершил выступление        | завершил выступление     | завершил выступление  | завершил выступление       | завершил выступление         | завершил выступление  |
| Милица Николич    | Женщины до 48 кг    | SLOМаруша Штангар В 01–00        | ESPЛаура Мартинес П 00–10   | завершила выступление    | завершила выступление | завершила выступление      | завершила выступление        | завершила выступление |
| Марица Перишич    | Женщины до 57 кг    | NEPМанита Шреста Прадхам В 10–00 | TPEЛиан Чжэньлин В 01–00    | CANКриста Дегучи П 00–01 | —                     | JPNХарука Фунакубо П 00–10 | завершила выступление        | 7                     |
| Милица Жабич      | Женщины свыше 78 кг | ITAАсия Тавано В 10–00           | CUBИдалис Ортис В 10–00     | ISRРаз Гершко П 00–10    | —                     | JPNАкира Сонэ В WO         | FRAРомана Дикко П 00–10      | 5                     |

Смешанные команды
| Спортсмен                                                                                    | Дисциплина        | 1/16 финала        | 1/8 финала         | Четвертьфиналы     | Полуфиналы         | Утеш. поединки     | Финал/За 3 место      | Финал/За 3 место |
| Спортсмен                                                                                    | Дисциплина        | Соперник Результат | Соперник Результат | Соперник Результат | Соперник Результат | Соперник Результат | Соперник Результат    | Место            |
| -------------------------------------------------------------------------------------------- | ----------------- | ------------------ | ------------------ | ------------------ | ------------------ | ------------------ | --------------------- | ---------------- |
| Страхинья Бунчич Неманья Майдов Александар Куколь Милица Николич Марица Перишич Милица Жабич | Смешанные команды | —                  | Нидерланды · В 4–2 | Япония · П 1–4     | —                  | Бразилия · П 1–4   | завершили выступление | 7                |

## Легкая атлетика
Сербские легкоатлеты выполнили нормативы для участия в Играх 2024 года, пройдя прямую квалификацию или по мировому рейтингу, в следующих соревнованиях (максимум по 3 спортсмена в каждом):
Беговые дисциплины
Мужчины
| Спортсмен    | Дисциплина | Забеги    | Забеги | Финал                | Финал                |
| Спортсмен    | Дисциплина | Результат | Место  | Результат            | Место                |
| ------------ | ---------- | --------- | ------ | -------------------- | -------------------- |
| Эльзан Бибич | 5000 м     | 14.14,46  | 32     | завершил выступление | завершил выступление |

Технические дисциплины
Мужчины
| Спортсмен       | Дисциплина    | Квалификация | Квалификация | Финал                | Финал                |
| Спортсмен       | Дисциплина    | Результат    | Место        | Результат            | Место                |
| --------------- | ------------- | ------------ | ------------ | -------------------- | -------------------- |
| Армин Синачевич | Толкание ядра | 19,31        | 24           | завершил выступление | завершил выступление |

Женщины
| Спортсмен         | Дисциплина      | Квалификация | Квалификация | Финал                 | Финал                 |
| Спортсмен         | Дисциплина      | Результат    | Место        | Результат             | Место                 |
| ----------------- | --------------- | ------------ | ------------ | --------------------- | --------------------- |
| Ангелина Топич    | Прыжки в высоту | 1,92         | 12 q         | DNS                   | DNS                   |
| Ивана Шпанович    | Прыжки в длину  | 6,51         | 16           | завершила выступление | завершила выступление |
| Милица Гардашевич | Прыжки в длину  | 6,48         | 18           | завершила выступление | завершила выступление |
| Адриана Вилагош   | Метание копья   | 60,49        | 13           | завершила выступление | завершила выступление |

## Настольный теннис
Сербия получила одно место в женском одиночном турнире по рейтингу ITTF.
| Спортсмен         | Дисциплина     | 1/32 финала           | 1/16 финала           | 1/8 финала            | Четвертьфиналы        | Полуфиналы            | Финал / За 3 место    | Финал / За 3 место    |
| Спортсмен         | Дисциплина     | Соперник Результат    | Соперник Результат    | Соперник Результат    | Соперник Результат    | Соперник Результат    | Соперник Результат    | Место                 |
| ----------------- | -------------- | --------------------- | --------------------- | --------------------- | --------------------- | --------------------- | --------------------- | --------------------- |
| Изабела Лупулеску | Женщины личное | PURАдриана Диас П 0–4 | завершила выступление | завершила выступление | завершила выступление | завершила выступление | завершила выступление | завершила выступление |

## Плавание
Сербские пловцы выполнили требования для участия в пяти дисциплинах плавательного турнира Олимпиады (максимум два пловца, выполнивших Олимпийский квалификационный норматив (OST) или, возможно, Олимпийский рассматриваемый норматив (OCT)) и получили два универсальных места благодаря квалификации в других дисциплинах.
Мужчины
| Спортсмен                                                  | Дисциплина              | Заплывы | Заплывы | Полуфиналы           | Полуфиналы           | Финал                 | Финал                 |
| Спортсмен                                                  | Дисциплина              | Время   | Место   | Время                | Место                | Время                 | Место                 |
| ---------------------------------------------------------- | ----------------------- | ------- | ------- | -------------------- | -------------------- | --------------------- | --------------------- |
| Андрей Барна                                               | 50 м вольный стиль      | 22,19   | 30      | завершил выступление | завершил выступление | завершил выступление  | завершил выступление  |
| Андрей Барна                                               | 100 м вольный стиль     | 48,34   | 10 Q    | 48,11                | 14                   | завершил выступление  | завершил выступление  |
| Велимир Стьепанович                                        | 100 м вольный стиль     | 48,40   | 13 Q    | 48,78                | 16                   | завершил выступление  | завершил выступление  |
| Велимир Стьепанович                                        | 200 м вольный стиль     | 1.47,56 | 18      | завершил выступление | завершил выступление | завершил выступление  | завершил выступление  |
| Велимир Стьепанович Никола Ачин Юстин Цветков Андрей Барна | 4 × 100 м вольный стиль | 3.14,68 | 11      | —                    | —                    | завершили выступление | завершили выступление |

Женщины
| Спортсмен  | Дисциплина       | Заплывы | Заплывы | Полуфиналы            | Полуфиналы            | Финал                 | Финал                 |
| Спортсмен  | Дисциплина       | Время   | Место   | Время                 | Место                 | Время                 | Место                 |
| ---------- | ---------------- | ------- | ------- | --------------------- | --------------------- | --------------------- | --------------------- |
| Аня Цревар | 200 м баттерфляй | 2.18,46 | 17      | завершила выступление | завершила выступление | завершила выступление | завершила выступление |
| Аня Цревар | 400 м комплекс   | 4.49,16 | 16      | —                     | —                     | завершила выступление | завершила выступление |

## Стрельба
Сербия завоевала по одному месту в мужские и женские соревнования в пневматическом пистолете на Чемпионате мира по стрельбе 2022 года в Каире, Египет и Чемпионате Европы в дисциплинах на 10 м 2022 года в Таллине, Эстония, и, автоматически, право выставить смешанную команду в этой дисциплине. Также Сербия завоевала одну квоту в пневматической винтовке у мужчин на Олимпийском квалификационном турнире ISSF по пулевой стрельбе 2024 года в Дохе, Катар и получила благодаря этому квоту в винтовке из трёх положений согласно правилам ISSF.
| Спортсмен                   | Дисциплина                                  | Квалификация | Квалификация | Финал                                         | Финал                 |
| Спортсмен                   | Дисциплина                                  | Баллы        | Место        | Баллы                                         | Место                 |
| --------------------------- | ------------------------------------------- | ------------ | ------------ | --------------------------------------------- | --------------------- |
| Лазар Ковачевич             | Винтовка из трёх положений, 50 метров       | 592          | 5 Q          | 407,4                                         | 8                     |
| Лазар Ковачевич             | Пневматическая винтовка, 10 метров          | 625,5        | 37           | завершил выступление                          | завершил выступление  |
| Дамир Микец                 | Пневматический пистолет, 10 метров, мужчины | 584          | 1 Q          | 136,9                                         | 7                     |
| Зорана Арунович             | Пневматический пистолет, 10 метров, женщины | 575          | 10           | завершила выступление                         | завершила выступление |
| Дамир Микец Зорана Арунович | Пневматический пистолет, 10 метров, микст   | 581          | 2 Q          | TURЮсуф Дикеч / Шевваль Илайда Тархан В 16–14 | 1                     |

## Теннис
Сербия получила два места в одиночный мужской турнир по рейтингу ATP.
| Спортсмен      | Дисциплина        | 1/32 финала                                  | 1/16 финала                  | 1/8 финала                   | Четвертьфиналы                      | Полуфиналы                    | Финал / За 3 место                      | Финал / За 3 место   |
| Спортсмен      | Дисциплина        | Соперник Счёт                                | Соперник Счёт                | Соперник Счёт                | Соперник Счёт                       | Соперник Счёт                 | Соперник Счёт                           | Место                |
| -------------- | ----------------- | -------------------------------------------- | ---------------------------- | ---------------------------- | ----------------------------------- | ----------------------------- | --------------------------------------- | -------------------- |
| Новак Джокович | Мужчины одиночный | AUSМэттью Эбден В 6–0, 6–1                   | ESPРафаэль Надаль В 6–1, 6–4 | GERДоминик Кёпфер В 7–5, 6–3 | GREСтефанос Циципас В 6–3, 7–6(7–3) | ITAЛоренцо Музетти В 6–4, 6–2 | ESPКарлос Алькарас В 7–6(7–3), 7–6(7–2) | 1                    |
| Душан Лайович  | Мужчины одиночный | GERМаксимилиан Мартерер П 3–6, 7–6(8–6), 3–6 | завершил выступление         | завершил выступление         | завершил выступление                | завершил выступление          | завершил выступление                    | завершил выступление |

## Тхэквондо
Сербия завоевала одно место в женском турнире в соответствии с рейтингом WT и получила два места в мужском турнире в результате перераспределения квот.
| Спортсмен          | Дисциплина       | Предв. круг         | 1/8 финала                   | Четвертьфиналы            | Полуфиналы           | Утеш. поединки       | Финал/За 3 место        | Финал/За 3 место     |
| Спортсмен          | Дисциплина       | Соперник Результат  | Соперник Результат           | Соперник Результат        | Соперник Результат   | Соперник Результат   | Соперник Результат      | Место                |
| ------------------ | ---------------- | ------------------- | ---------------------------- | ------------------------- | -------------------- | -------------------- | ----------------------- | -------------------- |
| Лев Корнеев        | Мужчины до 58 кг | CMRБокар Диоп В 2–0 | TUNМохамед Х. Джендуби П 0–2 | завершил выступление      | завершил выступление | завершил выступление | завершил выступление    | завершил выступление |
| Стефан Таков       | Мужчины до 80 кг | —                   | BURФайсал Савадого П 0–2     | завершил выступление      | завершил выступление | завершил выступление | завершил выступление    | завершил выступление |
| Александра Перишич | Женщины до 67 кг | –                   | UZBОзода Собиржонова В 2–1   | THAСасикарн Тонгчан В 2–0 | CHNСун Цзе В 2–0     | —                    | HUNВивиана Мартон П 0–2 | 2                    |